# Gjon Gazulli (1893–1927)
Gjon Gazulli ur. 26 marca 1893 we wsi Dajç k. Zadrimy, zm. 5 marca 1927 w Szkodrze) – albański duchowny katolicki, brat Nikolli Gazulliego. 

## Życiorys
Syn Luki Gazulliego. Po ukończeniu szkoły w rodzinnej miejscowości kontynuował naukę w Seminarium Papieskim w Szkodrze. W 1912 wyjechał na studia do Rzymu, a następnie do Francji i Austrii. 4 sierpnia 1919 został wyświęcony na księdza. Po święceniach pracował początkowo w parafii Gjadër k. Lezhy, następnie w Qelëz i w Komanie. W 1923 zaangażował się w działalność polityczną, współpracował z Luigj Gurakuqim i Avni Rustemim. W tym samym czasie w domu, w którym mieszkał założył pierwszą w Albanii szkołę koedukacyjną.
Po powrocie do władzy w styczniu 1925 Ahmeda Zogu, Gazulli zasłynął jako jego nieprzejednany krytyk i inspirator antyrządowego buntu do którego doszło zimą 1926 w krainie Dukagjini i w krainie Mirdytów. Przyczyną buntu była klęska nieurodzaju i przekonanie miejscowych katolików, że rząd w Tiranie reprezentuje muzułmanów i nie dba o ich interesy. Bunt został stłumiony przez oddziały rządowe złożone z muzułmanów, dowodzone przez Muharrema Bajraktariego. 26 grudnia 1926 Gazulli został aresztowany. Oskarżony o namawianie ludności do buntu i udział w przygotowaniach do powstania 2 stycznia 1927 został skazany przez sąd wojskowy na karę śmierci. Wyrok wykonano publicznie w Szkodrze przez powieszenie 5 marca 1927. Ostatnie słowa duchownego przed egzekucją brzmiały: Umieram niewinny. Niech żyje Chrystus, nasz król. Niech żyje Kościół Katolicki, nasza matka. Niech żyje papież, nasz ojciec. Niech żyje Albania i prawdziwi Albańczycy. Gazulli był jedynym duchownym katolickim, którego stracono w Albanii w okresie rządów Ahmeda Zogu. Pochowany na cmentarzu katolickim Rrmajt w Szkodrze.
W 2022 rozpoczął się proces beatyfikacyjny Gjona Gazulliego, którym kieruje ks. Luca De Rosa.